# Miraña
Els miraña o miranha són un poble indígena colombià que originalment es va situar a la quebrada de Pama, afluent del segment mitjà del riu Cahuinarí. També són presents al Brasil, a les Àrees Indígenes Barreira da Missão, Méria i Miratu i al baix riu Japurá, a l'Àrea Indígena Cuiu-Cuiú, a l'estat de l'Amazones (Brasil).
També coneguts com Améjimínaa, terme en llengua que tradueix a l'espanyol "gent de baix", els Miraña habiten l'actual Amazònia colombiana, al sector baix del riu Caquetá, entre les capçaleres municipals d'Araracuara i La Pedrera.
El miraña com a llengua ha estat catalogada com una llengua pertanyent a la família Bora, i els seus parlants no superen el miler de persones.
Entre els actuals assentaments-comunitats miraña situades en territori colombià es coneixen com a Puerto Remanso - El Tigre, Puerto Solarte, María Manteca o Maríapolis i San Francisco (on conviuen juntament amb els seus parents Bora), les quals en conjunt s'emplacen als resguards de Predio Putumayo y Mirití Paraná, c comprenent un extens territori que se situa entre els punts geogràfics coneguts com bocana de la de la quebrada Meta - Quinche i Puerto Caimán.
El seu territori original va comprendre la conca de la quebrada Pamá, lloc considerat com el "centre del món" per a aquest poble indígena i espai d'origen des del qual Niimúe va crear l'univers a partir del seu propi cos. Per consegüent, el territori per als miraña és concebut com un gegantesc ésser viu constituït per les diverses espècies vegetals i animals significatives per a aquest poble indígena, generant un vincle que es fa evident en les seves pràctiques rituals on invoquen als "amos de món" que representen a aquestes espècies.
L'habitatge tradicional miraña és la maloca generalment de forma rodona, sent representatives les construïdes en la comunitat de Puerto Remanso - El Tigre. Progressivament els assentaments Miraña han adoptat el model de cases unifamiliars nucleades a la vora del riu i les comunitats compten amb pista de futbol i escola.
En general, són persones que viuen de la caça d'animals, la pesca i el cultiu
de la terra mitjançant el sistema de chagras amb múltiples espècies, entre les quals es destaca la iuca i a més, entren a formar part del món de conservació de l'Amazònia.
Tenen les seves propis organitzacions i associacions i la principal és el PANI (piine aibeju nimue iachimua = Déu de Centre i els seus néts) amb la qual fan gestions en diferents àmbits: millores en l'educació indígena, els quals tenen els seus propis criteris d'ensenyament, per a això col·labora la "Fundació GAIA" i gran part de les gestions que es realitzen tenen a veure amb la educació.
Compten amb l'escola Marcelino de Castelví, la qual es troba en la comunitat de Port Recés del Tigre i la escuelita Santa Teresita en la localitat de Mariápolis. Cadascuna d'aquestes escoles compta amb uns 35 nens els quals fan l'educació bàsica primària. Després per a continuar els seus estudis han de dirigir-se a "La Pedrera", a l'internat San José, encara que alguns surten a altres parts del territori nacional. Anteriorment no es comptava amb la possibilitat d'estudis i és per això que existeixen majoria d'analfabets. L'educació és un dels principals temes del PANI. D'altra banda lluiten per la protecció de selvas i del seu territori.